# Astala polingi
Astala polingi är en fjärilsart som beskrevs av Barnes och Benjamin 1924. Astala polingi ingår i släktet Astala och familjen säckspinnare. Inga underarter finns listade i Catalogue of Life.